# James Renwick Brevoort

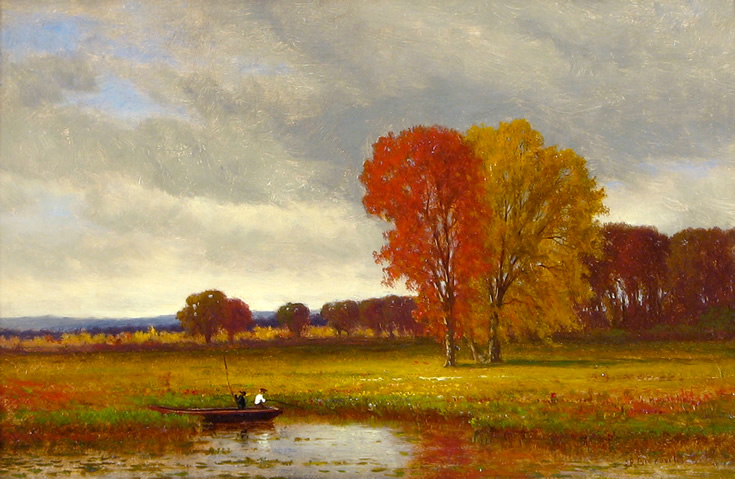
Łąki jesienią

James Renwick Brevoort (ur. 20 lipca 1832, zm. 15 grudnia 1918) – amerykański malarz pejzażysta, tworzący w stylu Hudson River School.
Studiował architekturę w Nowym Jorku i otrzymał tytuł naukowy w 1854. Później zajął się malarstwem i uczył się pod kierunkiem Thomasa Cummingsa (1804–1894). Pierwszą wystawę miał w National Academy of Design w 1856, malował głównie wiejskie krajobrazy stanu Nowy Jork. Jego prace były realistyczne, z charakterystycznym dla Hudson River School dramatycznym oświetleniem. W 1861 został członkiem stowarzyszonym National Academy of Design, pełne członkostwo uzyskał w 1863.
Po śmierci pierwszej żony Brevoort ożenił się ponownie z utalentowaną artystką Marią Louise Bascom. W 1873 sprzedał cały dorobek artystyczny na licytacji i wyjechał do Europy. Para zatrzymała się we Włoszech we Florencji, lecz wiele podróżowała po kontynencie odwiedzając m.in. Anglię i Holandię. W tym czasie twórczość Brevoorta zbliżyła się do szkoły z Barbizon, jego prace stały się ciemniejsze i bardziej luźno malowane, ze zdecydowanym naciskiem na nastrój. W 1880 para wróciła do Ameryki i osiadła na stałe w Yonkers.
Oprócz National Academy Brevoort był członkiem Brooklyn Art Association, Century Association, Royal Academy w Urbino we Włoszech oraz założycielem Yonkers Art Association. Jego prace eksponowane są m.in. w Corcoran Gallery of Art w Waszyngtonie, Detroit Historical Museum i Hudson River Museum w Yonkers.

## Wystawy
- 1858 Boston Athenaeum
- 1861–1874, 1879–1881 Boston Art Club
- 1861, 1863, 1866, 1876 Pennsylvania Academy of Fine Art
- 1865–1900 National Academy of Design
- 1916–1918 Yonkers Art Association